# Ants Lauter
Ants Lauter (* 23. Junijul. / 5. Juli 1894greg. in Veski, heute Landgemeinde Märjamaa, Kreis Rapla, Estland; † 30. Oktober 1973 in Tallinn) war ein estnischer Schauspieler, Theaterregisseur und Pädagoge. Seit 1975 vergibt die Estnische Theatervereinigung den nach ihm benannten Ants Lauter Award an junge Bühnenschauspieler und Theaterregisseure.

## Leben und Theater
Ants Lauter schloss 1911 die Handelsschule in der estnischen Hauptstadt Tallinn ab. Anschließend nahm er eine Bürotätigkeit an. In seiner Freizeit spielte er Theater im Tallinner Gewerbeverein. Die erste professionelle Bühnenerfahrung sammelte er ab 1913 im neu eingeweihten Tallinner Theater (und Opernhaus) Estonia. In der Eröffnungsvorstellung am 24. August 1913 spielte er den norwegischen Prinzen Fortinbras in Shakespeares Hamlet. Es folgten weitere kleine Rollen.
Im Ersten Weltkrieg diente Lauter ab 1915 als Fähnrich in der zaristischen Armee. An der Front wurde er bei einem Gaseinsatz verletzt, so dass er ins Innere Russlands verlegt wurde. Von 1916 bis 1918 spielte Lauter im Theater der russischen Stadt Nowgorod. Mit Ende des Ersten Weltkriegs und Ausrufung der staatlichen Unabhängigkeit der Republik Estland ging er im August 1918 in seine estnische Heimat zurück.
Von 1918 bis 1941 war Lauter (mit Unterbrechungen) Schauspieler am Theater Estonia in Tallinn. Er avancierte schnell zu einem der populärsten Schauspieler und Theaterregisseure im Estland der Zwischenkriegszeit. 1920 und 1923 führten ihn Theaterreisen nach Deutschland (Berlin und Leipzig), Wien und Prag. 1925 wurde er nach dem Tod von Karl Jungholz Chefschauspieler am Theater Estonia. Die Jahre 1928/29 verbrachte er erneut in Berlin mit umfangreichen Theaterstudien.
1941 wurde er während der (ersten) sowjetischen Besetzung Estlands als Reserveoffizier in die Rote Armee eingezogen. Er floh vor der deutschen Besetzung Estlands im Zweiten Weltkrieg in die Sowjetunion. 1942 war er in Jaroslawl einer der Mitbegründer des „Staatlichen Kunstsensembles der Estnischen SSR“. Mit der (zweiten) sowjetischen Besetzung kehrte er 1944 nach Estland zurück.
Von 1944 bis 1949 war Lauter erneut am Estonia tätig. Von 1949 bis 1951 war er Schauspieler am Tallinna Draamateater. Von 1951 bis 1958 spielte und inszenierte er am Theater Vanemuine im südestnischen Tartu. Von 1953 bis 1955 war er künstlerischer Leiter des Theaters. Im Sommer 1958 wechselte er als Direktor erneut an das Theater Estonia in Tallinn. Im folgenden Jahr ging er Pension, blieb aber dem Theater als Konsultant verpflichtet.
Neben seiner Tätigkeit als Schauspieler und Regisseur unterrichtete Lauter von 1938 bis 1941 und von 1946 bis 1950 an der staatlichen Theaterschule in Tallinn. Von 1947 bis 1950 war er dort als Professor tätig. Von 1945 bis 1950 und von 1969 bis zu seinem Tod 1973 war Lauter Vorstandsvorsitzender der „Theatervereinigung der Estnischen SSR“.

## Auszeichnungen
Ants Lauter wurde mit zahlreichen Preisen ausgezeichnet. 1948 wurde ihm der Titel eines Staatskünstlers der UdSSR verliehen. 1947 und 1948 erhielt er den Staatspreis der Estnischen SSR, 1952 den Stalinpreis, 1956 den Leninorden.

## Würdigung
Lauter war einer der beliebtesten estnischen Schauspieler und Regisseure seiner Generation. Er hat in seiner langen und erfolgreichen Karriere zahlreiche Stücke für die estnischen Bühne inszeniert, darunter neben estnischen Stücken Dramen von Gogol, Tschechow, Brecht, Grillparzer und Shakespeare. Seine Paraderollen auf der Bühne waren unter anderen Hamlet, Shylock, Othello, Cyrano de Bergerac, Wilhelm Tell und Peer Gynt.
Seit seinem Auftritt in dem Stummfilm Mineviku varjud (1924) spielte Lauter auch in zahlreichen estnischen Kino- und Fernsehproduktionen mit.
Lauters Rolle in der Sowjetunion wird heute von der estnischen Geschichtsschreibung als apolitisch gesehen.

## Privatleben
Lauter war drei Mal verheiratet: von 1917 bis 1925 mit der Schauspielerin Maria Merjanskaja (1896–1969), von 1929 bis 1949 mit der Schauspielerin und Regisseurin Erna Villmer (1889–1965) und ab 1949 mit der Schauspielerin Heli Viisimaa (1918–1996).
Ants Lauter liegt auf dem Tallinner Waldfriedhof (Metsakalmistu) begraben.